# Chorisoneura diaphana
Chorisoneura diaphana är en kackerlacksart som beskrevs av Karlis Princis 1965. Chorisoneura diaphana ingår i släktet Chorisoneura och familjen småkackerlackor. Inga underarter finns listade i Catalogue of Life.